# 科蒂
科蒂（Kothi），是印度中央邦Satna县的一个城镇。总人口7710（2001年）。

## 人口
该地2001年总人口7710人，其中男性3967人，女性3743人；0—6岁人口1284人，其中男665人，女619人；识字率62.24%，其中男性为71.97%，女性为51.94%。